# 五常法

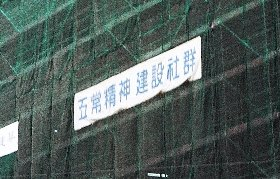
五常法在香港很普遍。圖為香港堅尼地城一建築中的樓宇地盤上，提醒工人採用五常法的標語。

五常法®（5-S®）是香港五常法協會的一種管理方式，其商標在中國大陸和香港註冊，內容用字及細節和日式管理的5S管理相若但並不相同。
五常法的內容如下：
- 常組織 Structurise
- 常整頓 Systematise
- 常清潔 Sanitise
- 常規範 Standardise
- 常自律 Self-discipline

## 常組織 Structurise
按使用頻率安排物品存放的位置
- 隨身攜帶：每小時都會使用的物品
- 最易取之處：每日至每月使用的物品
- 較易取之處：每月至半年使用的物品
- 較遠的空間：半年至一年內沒用過的物品
- 倉庫或棄置：超逾一年沒用過的物品

## 常整頓 Systematise
整頓步驟：
1. 分析現狀
2. 物品分類
3. 儲存方法
4. 切實執行

## 常清潔 Sanitise
- 保持整潔
- 保持乾爽
- 保持原位
- 用後清理
- 保持標示清晰易見

## 常規範 Standardise
標示格式
- 種類
- 品名
- 警示
- 區域
- 質檢
- 位置

## 常自律 Self-discipline
自我管理
用完的工具或物品，必須放回固定位置。